# Eficiencia fotosintética

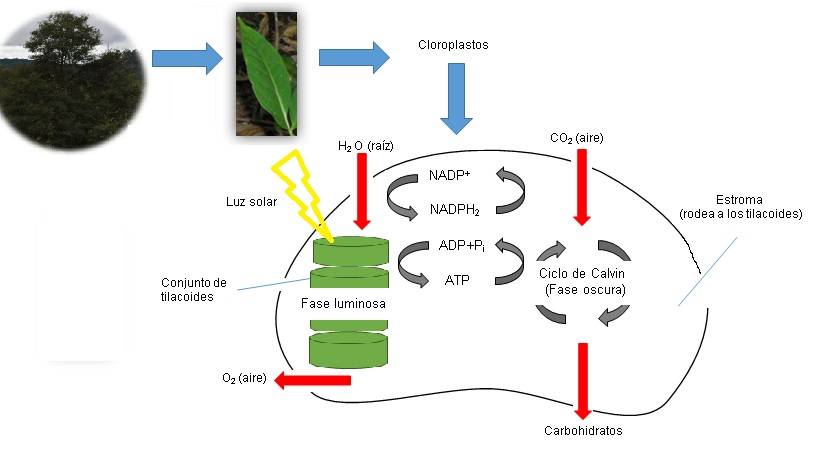
Esquema general de la fotosíntesis

La eficiencia fotosintética es la fracción de energía luminosa convertida en energía química durante la fotosíntesis en plantas verdes y algas. La fotosíntesis se puede describir mediante la reacción química simplificada
6 H2O + 6 CO 2 + energía → C6H12O6 + 6 O2
donde C6H12O6 es glucosa (que posteriormente se transforma en otros azúcares, celulosa, lignina, etc.). El valor de la eficiencia fotosintética depende de cómo se defina la energía de la luz; depende de si contamos solo la luz que se absorbe y de qué tipo de luz se utiliza (ver Radiación fotosintéticamente activa). Se necesitan ocho (o quizás diez o más) fotones utilizar una molécula de CO2. La energía libre de Gibbs para convertir un mol de CO2 en glucosa es de 114 kcal, mientras que ocho moles de fotones de longitud de onda de 600 nm contienen 381 kcal, lo que da una eficiencia nominal del 30%. Sin embargo, la fotosíntesis puede ocurrir con luz hasta una longitud de onda de 720 nm siempre que también haya luz en longitudes de onda inferiores a 680 nm para mantener el Fotosistema II en funcionamiento (ver Clorofila). El uso de longitudes de onda más largas significa que se necesita menos energía luminosa para la misma cantidad de fotones y, por lo tanto, para la misma cantidad de fotosíntesis. Para la luz solar real, donde solo el 45% de la luz está en el rango de longitud de onda fotosintéticamente activa, la eficiencia máxima teórica de conversión de energía solar es aproximadamente del 11%. En realidad, sin embargo, las plantas no absorben toda la luz solar entrante (debido a la reflexión, los requisitos de respiración de la fotosíntesis y la necesidad de niveles óptimos de radiación solar) y no convierten toda la energía recolectada en biomasa, lo que da como resultado una eficiencia fotosintética general máxima de 3 al 6% de la radiación solar total.  Si la fotosíntesis es ineficaz, se debe disipar el exceso de energía luminosa para evitar dañar el aparato fotosintético. La energía se puede disipar como calor (extinción no fotoquímica) o emitirse como fluorescencia de clorofila.

## Eficiencias típicas

### Plantas
Valores cotizados eficiencia de luz solar a biomasa
| Planta                     | Eficiencia        |
| -------------------------- | ----------------- |
| Plantas, típico            | > 0,1% 0,2-2% <1% |
| Plantas de cultivo típicas | 1-2%              |
| Plantas C3, pico           | 3,5%              |
| Plantas C4, pico           | 4,3%              |

El siguiente es un desglose de la energía del proceso de fotosíntesis:
Comenzando con el espectro solar cayendo sobre una hoja,
- 47% perdido debido a fotones fuera de los 400–700 rango activo nm (la clorofila utiliza fotones entre 400 y 700 nm, extrayendo la energía de un 700 fotón nm de cada uno)
- El 30% de los fotones en banda se pierden debido a una absorción incompleta o a los fotones que golpean componentes distintos de los cloroplastos
- El 24% de la energía de los fotones absorbidos se pierde debido a la degradación de los fotones de longitud de onda corta a 700 nm
- El 68% de la energía utilizada se pierde en la conversión en d-glucosa
- 35-45% de la glucosa es consumida por la hoja en los procesos de oscuridad y foto respiración.

Dicho de otra manera:
- 100% luz solar → el desperdicio de fotones no biodisponibles es del 47%, dejando
- 53% (en el rango de 400-700  nm) → El 30% de los fotones se pierden debido a una absorción incompleta, dejando
- 37% (energía fotónica absorbida) → 24% se pierde debido a la degradación por desajuste de longitud de onda a 700  nm, dejando
- 28.2% (energía de la luz solar recolectada por la clorofila) → 68% se pierde en la conversión de ATP y NADPH en d-glucosa, dejando
- 9% (recolectado como azúcar) → 35–40% del azúcar es reciclado/consumido por la hoja en oscuridad y foto-respiración, dejando
- Eficiencia foliar neta del 5,4%.

Muchas plantas pierden gran parte de la energía restante en las raíces en crecimiento. La mayoría de las plantas de cultivo almacenan ~ 0.25% a 0.5% de la luz solar en el producto (granos de maíz, almidón de papa, etc.).
La fotosíntesis aumenta linealmente con la intensidad de la luz a baja intensidad, pero a mayor intensidad este ya no es el caso (Curva de fotosíntesis-irradiancia). Por encima de unos 10.000 lux o ~100 vatios/metro cuadrado, la velocidad ya no aumenta. Por lo tanto, la mayoría de las plantas solo pueden utilizar ~10% de la intensidad total de la luz solar del mediodía. Esto reduce drásticamente la eficiencia fotosintética promedio alcanzada en los campos en comparación con los resultados máximos de laboratorio. Sin embargo, las plantas reales (a diferencia de las muestras de prueba de laboratorio) tienen muchas hojas redundantes orientadas al azar. Esto ayuda a mantener la iluminación promedio de cada hoja muy por debajo del pico del mediodía, lo que permite que la planta logre un resultado más cercano a los resultados esperados de las pruebas de laboratorio utilizando una iluminación limitada.
Solo si la intensidad de la luz está por encima de un valor específico de la planta, llamado punto de compensación, la planta asimila más carbono y libera más oxígeno por fotosíntesis del que consume por respiración celular para su propia demanda de energía actual.Los sistemas de medición de fotosíntesis no están diseñados para medir directamente la cantidad de luz absorbida por la hoja. Sin embargo, las curvas de respuesta a la luz que produce la clase permiten comparaciones en la eficiencia fotosintética entre plantas.

### Algas y otros organismos monocelulares
Según un estudio de 2010 de la Universidad de Maryland, se ha demostrado que las cianobacterias fotosintetizadoras son una especie importante en el ciclo global del carbono, que representan del 20 al 30% de la productividad fotosintética de la Tierra y convierten la energía solar en energía química almacenada en biomasa a un ritmo de ~ 450 TW. Algunos pigmentos como la B-ficoeritrina que se encuentran principalmente en algas rojas y cianobacterias tienen una eficiencia de captación de luz mucho mayor en comparación con la de otras plantas (98 por ciento de eficiencia para pigmentos de algas rojas en comparación con solo 12 por ciento en plantas). Estos organismos son potencialmente candidatos para la tecnología de biomimetismo para mejorar el diseño de paneles solares.

## Eficiencias de varios cultivos de biocombustibles
Las opciones populares para los biocombustibles vegetales incluyen: palma de aceite, soja, aceite de ricino, aceite de girasol, aceite de cártamo, etanol de maíz y etanol de caña de azúcar.
Un análisis  de una plantación de palma aceitera hawaiana propuesta que se afirmaba producir 600 galones de biodiésel por acre por año. Eso equivale a 2835 vatios por acre o 0,7 W/m2.  La insolación típica en Hawái es de alrededor de 5,5 kWh/(m2 día) o 230 W/m2. Para esta plantación de palma aceitera en particular, si entregara los 600 galones de biodiésel por acre por año que se reclaman, estaría convirtiendo el 0.3% de la energía solar incidente en combustible químico. La eficiencia fotosintética total incluiría más que solo el aceite de biodiésel, por lo que este número de 0.3% es algo así como un límite inferior.
Compare esto con una instalación fotovoltaica que produciría un promedio de aproximadamente 22 W/m 2 (aproximadamente el 10% de la insolación promedio), durante todo el año. Además, los paneles fotovoltaicos producirían electricidad, que es una forma de energía de alta calidad, mientras que la conversión del biodiésel en energía mecánica implica la pérdida de una gran parte de la energía. Por otro lado, un combustible líquido es mucho más conveniente para un vehículo que la electricidad, que debe almacenarse en baterías pesadas y costosas.
La mayoría de las plantas de cultivo almacenan ~ 0.25% a 0.5% de la luz solar en el producto (granos de maíz, almidón de papa, etc.), la caña de azúcar es excepcional en varias formas para producir eficiencias máximas de almacenamiento de ~ 8%.
El combustible de etanol en Brasil tiene un cálculo que da como resultado: “Por hectárea por año, la biomasa producida corresponde a 0,27 TJ. Esto equivale a 0,86 W/m2. Suponiendo una insolación promedio de 225 W/m2, la eficiencia fotosintética de la caña de azúcar es de 0.38%". La sacarosa representa poco más del 30% de la energía química almacenada en la planta madura; El 35% está en las hojas y puntas de los tallos, que quedan en el campo durante la cosecha, y el 35% está en el material fibroso (bagazo) sobrante del prensado.

## Plantas C3 vs. C4 y CAM
Las plantas C3 utilizan el ciclo de Calvin para fijar el carbono. Las plantas C4 usan un ciclo de Calvin modificado en el que separan la ribulosa-1,5-bisfosfato carboxilasa oxigenasa (RuBisCO) del oxígeno atmosférico, fijando carbono en sus células mesófilas y usando oxaloacetato y malato para transportar el carbono fijo a RuBisCO y el resto de las enzimas del ciclo de Calvin aisladas en las células de la vaina del haz. Ambos compuestos intermedios contienen cuatro átomos de carbono, lo que da C4. En el metabolismo del ácido crasuláceo (CAM), el tiempo aísla el RuBisCO en funcionamiento (y las otras enzimas del ciclo de Calvin) de las altas concentraciones de oxígeno producidas por la fotosíntesis, ya que el O2 se desarrolla durante el día y se deja disipar luego, mientras que por la noche el CO2 atmosférico se absorbe y se almacena como ácido málico u otros ácidos. Durante el día, las plantas CAM cierran los estomas y utilizan los ácidos almacenados como fuentes de carbono para la producción de azúcar, etc.
La vía C3 requiere 18 ATP y 12 NADPH para la síntesis de una molécula de glucosa (3 ATP + 2 NADPH por CO2 fijado) mientras que la vía C4 requiere 30 ATP y 12 NADPH (C3 + 12 ATP por CO2 fijado). Además, podemos tener en cuenta que cada NADPH es equivalente a 3 ATP, lo que significa que ambas vías requieren 36 ATP adicionales (equivalente a) [se necesita una mejor cita]. A pesar de esta reducción de la eficiencia de ATP, C4 es un avance evolutivo, adaptado a áreas de altos niveles de luz, donde la reducción de la eficiencia de ATP está más que compensada por el uso de mayor luz. La capacidad de prosperar a pesar de la disponibilidad restringida de agua maximiza la capacidad de utilizar la luz disponible. El ciclo C3 más simple que opera en la mayoría de las plantas está adaptado a ambientes más oscuros y húmedos, como muchas latitudes del norte. El maíz, la caña de azúcar y el sorgo son plantas C4. Estas plantas son económicamente importantes en parte debido a sus eficiencias fotosintéticas relativamente altas en comparación con muchos otros cultivos. La piña es una planta CAM.

## Investigación

### Fotorrespiración
Un tema de investigación centrado en la eficiencia es la mejora de la eficiencia de la fotorrespiración. Alrededor del 25 por ciento de las veces RuBisCO recolecta incorrectamente moléculas de oxígeno en lugar de CO
2, creando CO
2 y amoníaco que interrumpen el proceso de fotosíntesis. Las plantas eliminan estos subproductos a través de la fotorrespiración, lo que requiere energía y nutrientes que de otro modo aumentarían la producción fotosintética. En las plantas C3, la fotorrespiración puede consumir entre el 20 y el 50% de la energía fotosintética.

#### Tabaco de ingeniería
La investigación acortó las vías fotosintéticas en el tabaco. Los cultivos de ingeniería crecieron más altos y más rápido, produciendo hasta un 40% más de biomasa. El estudio empleó biología sintética para construir nuevas vías metabólicas y evaluó su eficiencia con y sin transportador de ARNi. La vía más eficiente aumentó la eficiencia del uso de la luz en un 17%.

### Biogénesis de cloroplasto
Se están realizando investigaciones sobre RCB y NCP, dos proteínas similares a la tiorredoxina no catalíticas que activan la transcripción del cloroplasto. Conocer el mecanismo exacto puede ser útil para permitir aumentar la fotosíntesis (es decir, a través de la modificación genética).